# Sulawesi-Regenbogenfische
Die Sulawesi-Regenbogenfische (Telmatherinidae) sind eine Familie der Ährenfischartigen. Sie leben endemisch auf Sulawesi, meist in den Seen bei Malili (z. B. Matanosee u. Towutisee), wo sie sich im Zuge einer adaptiven Radiation zahlreiche Arten gebildet haben und auf den Inseln Misool und Batanta (nur Kalyptatherina helodes) vor der Vogelkop-Halbinsel im Westen Neuguineas. Die Schwarmfische leben im Süß- und Brackwasser, teilweise auch im Meerwasser der Mangroven.

## Merkmale
Sulawesi-Regenbogenfische werden zwischen 4,5 (Kalyptatherina helodes) und 20 (Paratherina cyanea) Zentimeter lang. Sie ernähren sich hauptsächlich Anflugnahrung, d. h. von Insekten und anderen kleinen Tieren, die auf die Wasseroberfläche fallen. Die Eier werden während der mehrere Monate dauernden Laichperiode (Dauerlaicher) an feinfiedrige Wasserpflanzen geheftet.

## Systematik
Die Monophylie der Gruppe ist unbestritten und wird mit 26 Synapomorphien belegt. Die Sulawesi-Regenbogenfische gelten als Schwestergruppe der Blauaugen (Pseudomugilidae). 2004 wurden sie zu einer eigenen Familie erhoben und bilden mit den Pseudomugilidae, den Melanotaeniidae und den Bedotiidae die Gruppe der Regenbogenfischverwandten (Melanotaeniodei). Die fünf Gattungen der Sulawesi-Regenbogenfische umfassen 17 Arten. Es wurden zwei Kladen festgestellt: Die Gattungen Kalyptatherina und Marosatherina gehören zur ersten, die übrigen Gattungen zur anderen Klade.
- Klade A
  - Kalyptatherina Saeed & Ivantsoff, 1991
    - Kalyptatherina helodes (Ivantsoff & Allen, 1984)

  - Marosatherina Aarn, Ivantsoff & Kottelat, 1998[5]
    - Celebes-Ährenfisch (Marosatherina ladigesi, Syn.: Telmatherina ladigesi)
- Klade B
  - Paratherina Aurich, 1935
    - Paratherina cyanea Aurich, 1935
    - Paratherina labiosa Aurich, 1935
    - Paratherina striata Aurich, 1935
    - Paratherina wolterecki Aurich, 1935

  - Telmatherina Boulenger, 1897Telmatherina celebensis

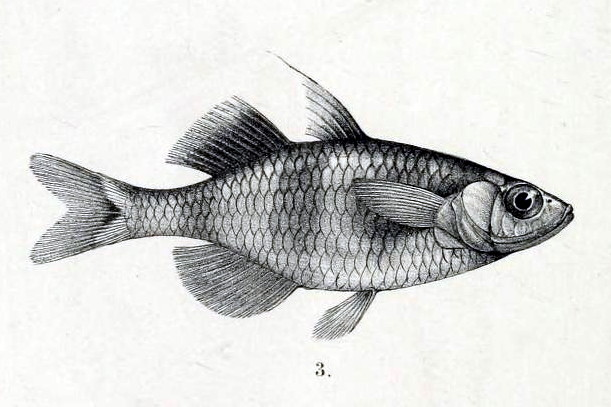
Telmatherina celebensis

    - Telmatherina abendanoni Weber, 1913
    - Telmatherina albolabiosus Tantu & Nilawati, 2008
    - Telmatherina antoniae Kottelat, 1991
    - Bonts Sonnenstrahlenfisch (Telmatherina bonti Weber & de Beaufort, 1922)
    - Weißsaum-Ährenfisch (Telmatherina celebensis Boulenger, 1897)
    - Telmatherina obscura Kottelat, 1991
    - Telmatherina opudi Kottelat, 1991
    - Telmatherina prognatha Kottelat, 1991
    - Telmatherina sarasinorum Kottelat, 1991
    - Telmatherina wahjui Kottelat, 1991

  - Tominanga Kottelat, 1990
    - Tominanga aurea Kottelat, 1990
    - Tominanga sanguicauda Kottelat, 1990